# Impulsantwoord
Het impulsantwoord of de impulsrespons is een belangrijke karakteristiek van lineaire, tijdsinvariante systemen (zie LTC-systeem) in de wiskundige systeemtheorie en in de regeltechniek. Het impulsantwoord is gedefinieerd als het uitgangssignaal (het antwoord) van het systeem S op het ingangssignaal diracdelta, {\displaystyle \delta (x)}. Hiermee kan men bij een LTC-systeem met integratie voor elk ingangssignaal het uitgangssignaal berekenen.
In werkelijkheid kan men natuurlijk slechts een benadering van zo'n ingangssignaal aanleggen en daarmee een benadering van de impulsrespons verkrijgen. Ook zou in een elektronische schakeling zelfs een benadering van een delta-impuls een zeer grote spanning of stroom aan de ingang vergen. Daarom bepaalt men aan de uitgang ook wel de zogeheten staprespons, die aan de ingang werd veroorzaakt door een stapfunctie. Dat houdt in dat op {\displaystyle t=0} het ingangssignaal van 0 naar 1 gaat.

## Staprespons
Aangezien de dirac-delta de afgeleide is van de stapfunctie, is de impulsrespons de afgeleide van de staprespons. Immers, met {\displaystyle H} de stapfunctie, is de staprespons:
{\displaystyle (H*h)(t)=\int h(s)H(t-s)\mathrm {d} s=\int _{-\infty }^{t}h(s)\mathrm {d} s}
Dus is
{\displaystyle {\frac {\mathrm {d} (H*h)(t)}{\mathrm {d} t}}=h(t)}

## Convolutie

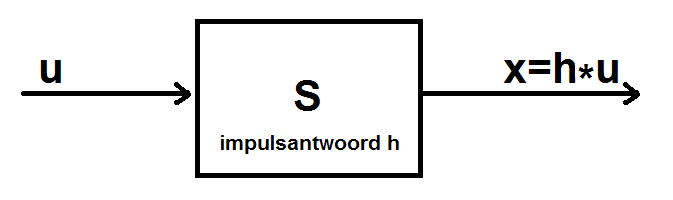

Wordt aan de ingang van een lineair tijdsinvariant systeem S een signaal {\displaystyle u} aangelegd, dan zal aan de uitgang het signaal {\displaystyle x=H(u)} verschijnen, dat de convolutie is van {\displaystyle u} met de impulsrespons {\displaystyle h}. Immers voor een dergelijk systeem kan men - enigszins slordig - schrijven: 
{\displaystyle x(t)=H(u)(t)=H\left(\int u(s)\delta (t-s)\,\mathrm {d} s\right)=}
(vanwege de lineariteit)
{\displaystyle =\int u(s)H(\delta (t-s))\,\mathrm {d} s=\int u(s)h(t-s){\rm {d}}s=(u*h)(t)}
Ook voor discrete lineaire, tijdsinvariante systemen geldt een dergelijke verband. Voor de output {\displaystyle x} bij ingangssignaal {\displaystyle u} kunnen we schrijven:
{\displaystyle x[n]=H(u)[n]=H\left(\sum _{k}u[k]\delta [n-k]\right)=\sum _{k}u[k]h[n-k]=(u*h)[n]}

## Voorbeeld 1
Het systeem gedefinieerd door de differentievergelijking:
{\displaystyle x(n)=a\cdot x(n-1)+u(n)},
zal op de ingangimpuls, waarvoor dus {\displaystyle u(0)=1} en {\displaystyle u(n)=0} voor andere {\displaystyle n}, reageren met een uitgangssignaal:
{\displaystyle x(0)=1,\ x(1)=a,\ x(2)=a^{2},\ x(3)=a^{3},\ \ldots }
De impulsrespons is dus: 
{\displaystyle h(n)=a^{n}}
Voor een willekeurig ingangssignaal {\displaystyle u} is het uitgangssignaal (de oplossing van de differentievergelijking):
{\displaystyle x(n)=(u*h)(n)=\sum _{k=0}^{n}u(k)a^{n-k}}

## Voorbeeld 2
De impulsrespons {\displaystyle h} van een integrator is de stapfunctie {\displaystyle H}. De integrator is de integraal tot het moment {\displaystyle t}, dus voor de impuls:
{\displaystyle h(t)=\int _{-\infty }^{t}\delta (s)\,\mathrm {d} s=H(t)={\begin{cases}0&{\mbox{voor }}t<0\\\\1&{\mbox{voor }}t\geq 0\end{cases}}}

## Voorbeeld 3

Eenvoudig laagdoorlaatfilter

Een eenvoudig laagdoorlaatfilter bestaat uit de serieschakeling van een weerstand {\displaystyle R} en een condensator {\displaystyle C}. Op de ingang staat de spanning {\displaystyle V_{\text{in}}} en de uitgangsspanning is de spanning {\displaystyle V_{\text{C}}} over de condensator. Het systeem wordt beschreven door de lineaire eerste-ordedifferentiaalvergelijking
{\displaystyle \tau {\frac {\mathrm {d} V_{\text{C}}}{\mathrm {d} t}}+V_{\text{C}}=V_{\text{in}}}
Daarin is {\displaystyle \tau =RC} de zogeheten RC-tijd.
Legt men op {\displaystyle t=0} een constante spanning ter grootte {\displaystyle V_{0}} aan de ingang, terwijl C ongeladen is, dan is:
{\displaystyle V_{\text{C}}(t)={\begin{cases}V_{0}\left(1-e^{-t/\tau }\right)&{\text{voor }}t\geq 0\\0&{\text{voor }}t<0\end{cases}}}
De staprepons is dus 
{\displaystyle {\begin{cases}1-e^{-t/\tau }&{\text{voor }}t\geq 0\\0&{\text{voor }}t<0\end{cases}}}
Voor de impulsrespons volgt dan voor {\displaystyle t\geq 0}:
{\displaystyle h(t)={\frac {\mathrm {d} }{\mathrm {d} t}}\left(1-e^{-t/\tau }\right)={\frac {1}{\tau }}e^{-t/\tau }},
dus
{\displaystyle h(t)={\begin{cases}{\frac {1}{\tau }}e^{-t/\tau }&{\text{voor }}t\geq 0\\0&{\text{voor }}t<0\end{cases}}}